# Преображенский храм (Задвинье)
Церковь Спаса Преображения — уничтоженный в советское время православный храм, располагавшийся на урочище Задвинье Западнодвинского муниципального округа Тверской области.
Погост Архангела (Задвинье) располагался на левом берегу Западной Двины. На его месте в настоящее время сохранилось кладбище.
Каменный трёхпрестолльный храм в Задвинье был построен в 1812 году. По проверкам 1876 и 1879 годов собственного причта храм не имел, был приписан к Покровской церкви в Покровском.
В советское время храм был уничтожен, год утраты не установлен.